# Bonjo jezik
Bonjo jezik (ISO 639-3: bok), nigersko-kongoanski jezik uže ubanške skupine, kojim govori oko 3000 ljudi u kongoanskoj regiji Likouala, u distriktima Dongou i Impfondo.
Potiskuje ga jezik lingala [lin] (2000 B. Connell). S jezicima ali [aiy], bofi [bff], manza [mzv], ngbaka [nga] i ngbaka manza [ngg] čini istočnu podskupinu šire skupine gbaya-manza-ngbaka.

## Vanjske poveznice
- Ethnologue (14th)
- Ethnologue (15th)